# Bilijský šimpanz
Bilijský šimpanz je označení pro dosud ne zcela jednoznačně popsanou a klasifikovanou variantu šimpanze učenlivého. Vyskytuje se v oblasti pralesa Bili na severu Demokratické republiky Kongo a od běžných šimpanzů se liší především větším vzrůstem a odlišným chováním.
Podle analýzy mitochondriální DNA náleží patrně k poddruhu šimpanze východního (Pan troglodytes schweinfurthii), diskuse o tom, zda by se mohlo jednat o samostatný poddruh však zatím není zcela uzavřena. Domorodé pověsti o "zabijácích lvů" a některé neobvyklé rysy tohoto šimpanze vyvolaly v minulosti dohady okolo jeho existence a učinily z něj předmět zájmu kryptozoologů. Anglický název "Bili Ape" či "Bondo Mystery Ape" bývá do češtiny někdy nesprávně překládán jako Bondova či Biliho opice – Bili a Bondo jsou však geografické názvy oblasti potažmo města.

## Výzkum
První zprávy o těchto primátech pocházejí z počátku 20. století, kdy v r. 1908 belgický důstojník zastřelil dva jedince tohoto druhu a věnoval jejich lebky belgickému Muzeu střední Afriky v Tervurenu. V r. 1937 je Henri Schouteden popsal jako nový poddruh gorily, který pojmenoval Gorilla gorilla uellensis (podle řeky Uelle, u níž byli primáti uloveni). Po celé 20. století však nebyl odchycen žádný další jedinec. Teprve v l. 1996 – 2004 se výzkumu tohoto primáta intenzivně věnoval švýcarský badatel Karl Ammann, jemuž se podařilo primáty několikrát vyfotografovat a získat vzorky jejich chlupů, takže bylo možné provést analýzu jejich DNA.